# Primavera Rosa
Milaan-San Remo (Italiaans: Milano-Sanremo Donne) is een eendaagse wielerwedstrijd voor vrouwen die van 1999 tot en met 2005 onder de noemer Primavera Rosa werd verreden. Bij gebrek aan financiële middelen hield de wedstrijd hierna op te bestaan. In 2025 werd de wedstrijd opnieuw georganiseerd onder de huidige naam. De wedstrijd vond telkens op de zelfde dag plaats als de mannelijke tegenhanger Milaan-San Remo in de Italiaanse regio Ligurië. Van 1999-2005 was Varazze de startplaats om de circa 118 kilometer (gelijk aan de slot kilometers van de mannenkoers) later in San Remo te finishen. Bij de herstart in 2025 was de hoofdstad van Ligurië, Genua, de startplaats en bedroeg de af te leggen afstand 156 kilometer.
De wedstrijd maakte tussen 1999 en 2005 deel uit van de UCI Road Women World Cup, en vanaf 2025 van de UCI Women's World Tour. De Italiaanse Sara Felloni won de eerste editie, de Nederlandse Mirjam Melchers won de editie van 2002, de Russische Zoelfia Zabirova als enige tweemaal en de Nederlandse Lorena Wiebes de editie van 2025.

## Podia
| Jaar                         | Eerste            | Tweede               | Derde            |
| ---------------------------- | ----------------- | -------------------- | ---------------- |
| 1999                         | Sara Felloni      | Gabriella Pregnolato | Chantal Beltman  |
| 2000                         | Diana Žiliūtė     | Ina-Yoko Teutenberg  | Giovanna Troldi  |
| 2001                         | Susanne Ljungskog | Mirjam Melchers      | Sara Felloni     |
| 2002                         | Mirjam Melchers   | Diana Žiliūtė        | Chantal Beltman  |
| 2003                         | Zoelfia Zabirova  | Regina Schleicher    | Rochelle Gilmore |
| 2004                         | Zoelfia Zabirova  | Mirjam Melchers      | Oenone Wood      |
| 2005                         | Trixi Worrack     | Nicole Cooke         | Oenone Wood      |
| 2006-2024 niet georganiseerd |                   |                      |                  |
| 2025                         | Lorena Wiebes     | Marianne Vos         | Noemi Rüegg      |

### Meervoudige winnaars
| Overwinningen | Renster          | Jaren      |
| ------------- | ---------------- | ---------- |
| 2             | Zoelfia Zabirova | 2003, 2004 |

### Overwinningen per land
| Overwinningen | Land                                |
| ------------- | ----------------------------------- |
| 2             | Nederland, Rusland                  |
| 1             | Duitsland, Italië, Litouwen, Zweden |